# František Bačkovský
František Bačkovský (2. listopadu 1854, Benátky u Ždírce nad Doubravou – 29. listopadu 1908, Chvatěruby) byl český knihkupec, nakladatel, spisovatel a badatel.

## Život
Narodil se v Benátkách, nyní místní části města Ždírec nad Doubravou v okrese Havlíčkův Brod. Pocházel z rodiny rolníka Václava Bačkovského a jeho manželky Marie.

### Studium
Po obecné škole v Krucemburku studoval na gymnáziích v Chrudimi a Německém Brodě. V letech 1875–1885 studoval češtinu, klasickou filologii a filozofii na pražské univerzitě, kde také promoval a 25. ledna 1886 obhájil dizertační práci s titulem Zevrubné dějiny písemnictví doby nové, kterou roku 1913 vydal tiskem. Již během studií se roku 1879 oženil a založil rodinu

### Praxe
V letech 1878–1891 byl suplujícím středoškolským profesorem na gymnáziu v Německém Brodě (dnešní Havlíčkův Brod), pak se rozhodl učitelskou dráhu opustit.

### Editor, redaktor a nakladatel
Byl zakladatelem a redaktorem literárních časopisů Studentské listy (1881–), Literární obzor, České listy, Literární věstník, Novočeský archiv. Dále přispíval do časopisu Vlast a do Dodatků Kobrova Slovníku naučného. Jeho činnost byla v 80. a 90. letech neobyčejně rozsáhlá a extenzivní.
V Praze si roku 1899 otevřel knihkupectví s antikvariátem v domě čp. 1573/II na nároží Žitné a Legerovy ulice. Rozvíjel i nakladatelskou a ediční praxi. Vydával naučnou literaturu, českou beletrii, knihy pro mládež. Jako podnikatel příliš úspěšný nebyl.
Byl spisovatelem, autorem různých prací mluvnických a literárně-historických, které se týkaly zejména doby národního obrození, zapojil se do veřejné celonárodní diskuse o pravosti Rukopisů královédvorského a zelenohorského, v níž se postavil do role urputného obhájce pravosti dokumentů.

### Lingvista
Aktivně se účastnil diskusí o českém pravopise. Vyjadřoval se k otázce psaní adverbizovaných ustálených předložkových spojení: „Pišme tedy volné sloučeniny mající platnosť příslovcí, vůbec a zvláště ty, jejichžto původ jest zatemněn, vždy dohromady, a pišme tedy na př.: namnoze, poprvé, podruhé, odjinud, nadmíru…“ Zvlášť je taková spojení třeba psát tehdy, jestliže „prvotního významu ještě nijak příslovce ta nepozbyla ani nezatemnila původu svého“ (jako příklady uváděl např. spojení v pravo, v levo, v zadu, na jevo, za živa). () Zabýval se interpunkcí, byť jeho terminologie (ležací čárka, zvolavník…) se neujala a byla před ní nakonec dána přednost Bartošově. Jako první nastolil otázku ležací čárky (spojovníku) a korigoval zásady pro její používání () (vyslovil se například proti psaní spojovníku ve zdvojeném příjmení a rozlišil případy, kdy se píše např. neboli, pakli, nežli, zdali od případů, kdy se částice -li spojovníkem odděluje, čímž oponoval například Fr. Bílému, který ji nechtěl oddělovat nikdy) a ujalo se i jeho odmítnutí odsuvníků (apostrofů) ve složených slovech (aby’s, ty’s, řekl’s). V polovině 80. let 19. století napsal spis Kdy jest psáti v češtině na počátku slov písmena veliká?, který je syntézou dosavadních odborných textů a zřejmě prvním soustavnějším pojednáním na toto téma. Byl zastáncem pravidla, aby se ve složených vlastních jménech psalo velké jen první písmeno, a zároveň autorem argumentace, že v místních názvech si slova nedrží původní význam a tedy se v nich mají psát velká i počáteční písmena dalších slov; tuto zásadu chtěl uplatnit nejen na města a vesnice, ale i například na hory, zatímco Český les doporučoval psát s malým „l“, protože si prý slovo „les“ zde původní význam zachovalo, od čehož však ve svých Mluvnických rozpravách pod Lepařovým vlivem ustoupil. Reforma pravopisu z roku 1993 se k některým jeho dávným návrhům vrátila (např. Vánoce, Velikonoce a Hromnice s velkým písmenem či Na Můstku, Na Příkopě, V Jámě, Ve Smečkách). Kritizoval také tehdejší zásadu neoznačovat délku samohlásek ve slovech latinského a řeckého původu, která podle něj vedla k deformaci výslovnosti těchto slov, tedy k tomu, že jsme si v češtině navykli vyslovovat krátce samohlásky, které v původních jazycích byly dlouhé (např. Evrópa, theórie, planéta, mímika, kolléga, kómický, paródie, írónický), podobný důsledek má i psaní krátkého e místo původního ae a oe.

### Závěr života a smrt
V 90. letech se vlivem neúspěšné vydavatelské dramaturgie, gamblerství a nákladného života početné rodiny se šesti dětmi dostal do finančních problémů. V dalším desetiletí se přidaly nemoci a téměř oslepl. Tyto problémy ho dohnaly k sebevraždě. 29. listopadu 1908 odešel z domova a nedal o sobě žádnou zprávu. Když se neozval ani do konce roku, začala mít rodina i obchodní partneři obavy, že v návalu nervové choroby dobrovolně ukončil svůj život. Byla vyslovena domněnka, že v noci z 29. na 30. listopadu 1908 skočil z Čechova mostu do Vltavy; nebylo ji však možné potvrdit, protože neznámého sebevraha odnesl proud. Obavy se potvrdily 11. února 1909, kdy byla u Kralup ve Vltavě nalezena mrtvola staršího muže a Bačkovského synové potvrdili, že jde o jejich otce. Pohřben byl 14. února 1909 v Chvatěrubech, poblíž místa nálezu. Jako místo úmrtí je v matrice uvedeno „Řeka Vltava v katastru Chvatěrubském, okres Velvarský, hejtmanství Slaný“. Způsob jeho odchodu ze života vyvolal vzpomínky na Emanuela Bozděcha, který záhadně zmizel za podobných okolností.

## Hlavní práce
- Jak sázeti do loterie, bychom zcela jistě vyhráli (1882)
- O básnické činnosti P. J. Šafaříka a Fr. Palackého (1885)
- Několik rozprav o F. L. Čelakovském (1886)
- Oprávce poklesků mluvnických v jazyce českém
- Zevrubné dějiny písemnictví české doby nové (1884–1887) – nedokončeno
- Na obranu proti některým Masarykovcům a Gebauerovcům (1887)
- Stručné dějiny řečnictví (1887)
- RKZ ve světle pravděpodobném (1888)
- Přehled dějin písemnictví českého doby nejnovější (1889)
- Národní obětiny, jejich vznik, rozvoj, význam a úspěchy (1889)
- Obrázky z dob našeho probuzení (1890)
- Kněží katoličtí o písemnictví novočeské zasloužilí. (1890)
- Stručné dějiny písemnictví starořeckého s popisy a obsahy nejdůležitějších plodů jeho (1893)
- Slovník cizojazyčný obsahující výklad cizích slov v češtině užívaných aneb české náhrady za ně (1895)

### Editor
- Pomněnky z hrobu nejstaršího Čecha (Josef Kajetán Tyl) (1895)
- Divadelní ochotník, repertorium soukromých divadel, knižnice 258 svazků

### Pseudonymy
Dr. Bačkovský používal pseudonymy Vlastimil Benátský, J. Procházka, Fr. Černý.